# Liebfrauenkirche (Leipzig)

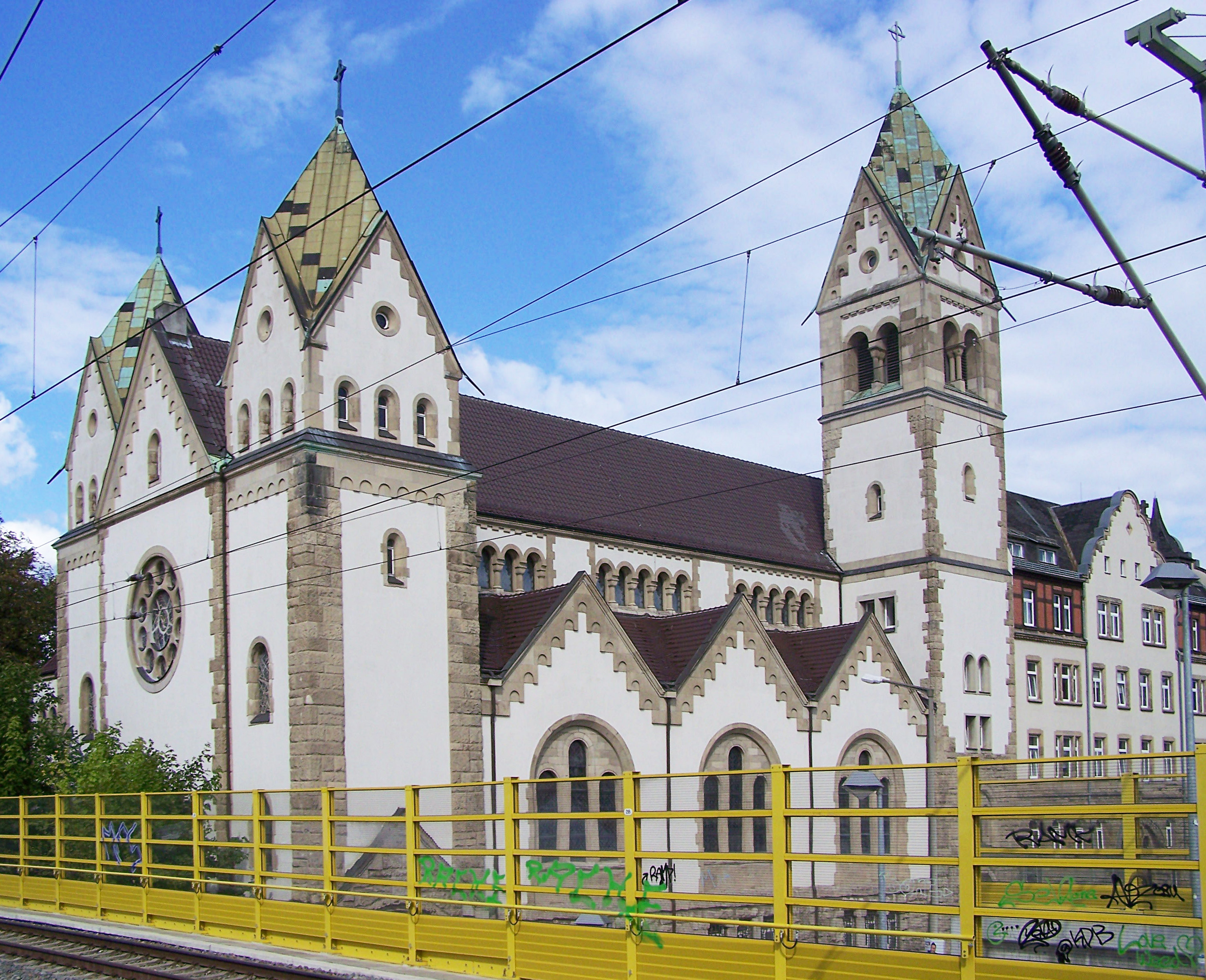
Liebfrauenkirche Lindenau (2014)

Die Liebfrauenkirche in Leipzig-Lindenau ist die Pfarrkirche der römisch-katholischen Pfarrgemeinde St. Philipp Neri im Dekanat Leipzig. Sie steht an der Südgrenze von Lindenau in der Karl-Heine-Straße 112 in der Nähe des Bahnhofs Leipzig-Plagwitz. Das in neoromanischem Stil errichtete Bauwerk steht unter Denkmalschutz.

## Geschichte
Der Bevölkerungszuwachs durch die Industrialisierung zum Ende des 19. Jahrhunderts führte auch zum Zuzug zahlreicher Katholiken nach Leipzig, sodass die einzige seit der Reformation erbaute Kirche der Stadt, St. Trinitatis von 1847 bald nicht mehr ausreichte. 1903 wurde im Leipziger Westen eine Außenstelle der Trinitatispfarrei errichtet, die 1904 eine selbständige Pfarrei wurde. Zuerst wurden das Pfarrhaus und eine benachbarte katholische Schule gebaut, bevor 1907 der Grundstein für den Bau der an das Pfarrhaus angrenzenden Kirche gelegt wurde. Diese konnte am 27. September 1908 zunächst als St. Marienkirche geweiht werden. Die Pläne stammten vom Leipziger Architekten Anton Käppler.

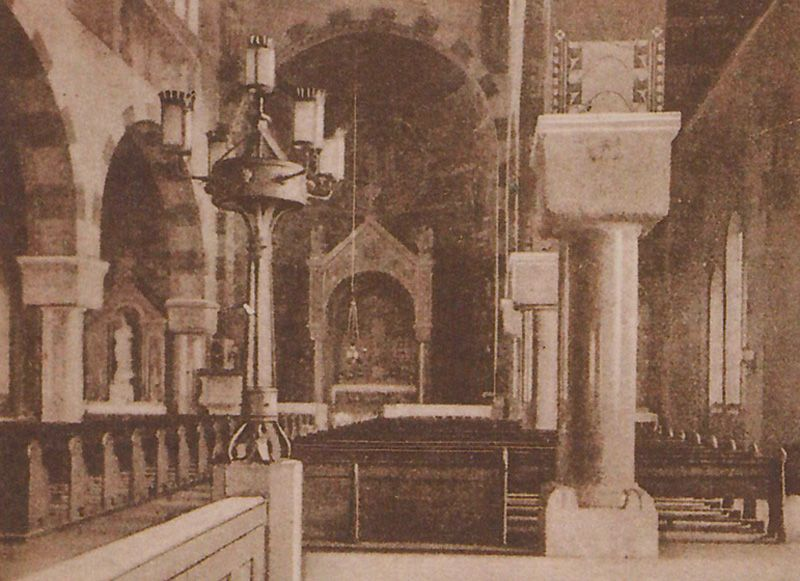
Die Liebfrauenkirche um 1920

In den Folgejahren wurde das Innere der Kirche, die ab 1923 Liebfrauenkirche hieß, weiter gestaltet. 1913 erhielt sie eine völlige Ausmalung in kräftigen Farben mit den Motiven der Sieben Freuden Mariens. 1915 konnte die erste Orgel eingeweiht werden, die von der Universitätskirche Leipzig gekauft und durch die Firma Johannes Jahn, Dresden, umgesetzt wurde. Von den drei Bronze-Kirchenglocken von 1908 mussten 1917 zwei zum Einschmelzen für Kriegszwecke abgegeben werden. 1919 wurde die Gasbeleuchtung der Kirche durch die elektrische abgelöst.
1930 wurde an der Liebfrauen-Pfarrei eine Gemeinschaft der 1575 von Philipp Neri gegründeten Kongregation der Oratorianer ins Leben gerufen. Nicht zuletzt die von ihnen angestrebte liturgische Erneuerung und verständliche Gestaltung der Messfeier, aber auch der verschlissene Farbanstrich führten in den Jahren 1934/1935 zur Erneuerung des Innenraumes der Liebfrauenkirche. Diese lag in den Händen des Architekten Rudolf Schwarz. Dazu gehörten die weiße Ausmalung des Gotteshauses und die dazu harmonierende Gestaltung der farbigen Seitenfenster durch den Maler Anton Wendling. Der Sakramentsaltar im rechten Seitenschiff und die Werktagskapelle wurden geschaffen.
Den Zweiten Weltkrieg überstand die Liebfrauenkirche nahezu unbeschadet; die kostbaren Farbfenster waren ausgebaut worden. Die Beschlüsse des Zweiten Vatikanischen Konzils machten 1964 die Umgestaltung des Altarraums erforderlich. Der bisherige Altar mit Ziborium wurde durch den heute noch vorhandenen, mit Hinwendung des Priesters zur Gemeinde ersetzt sowie die Kanzel durch zwei Ambos.
1962/1963 erfuhren Kirche und Pfarrhaus eine Außeninstandsetzung, und 1981/1982 wurden die Türme neu gedeckt.

## Architektur

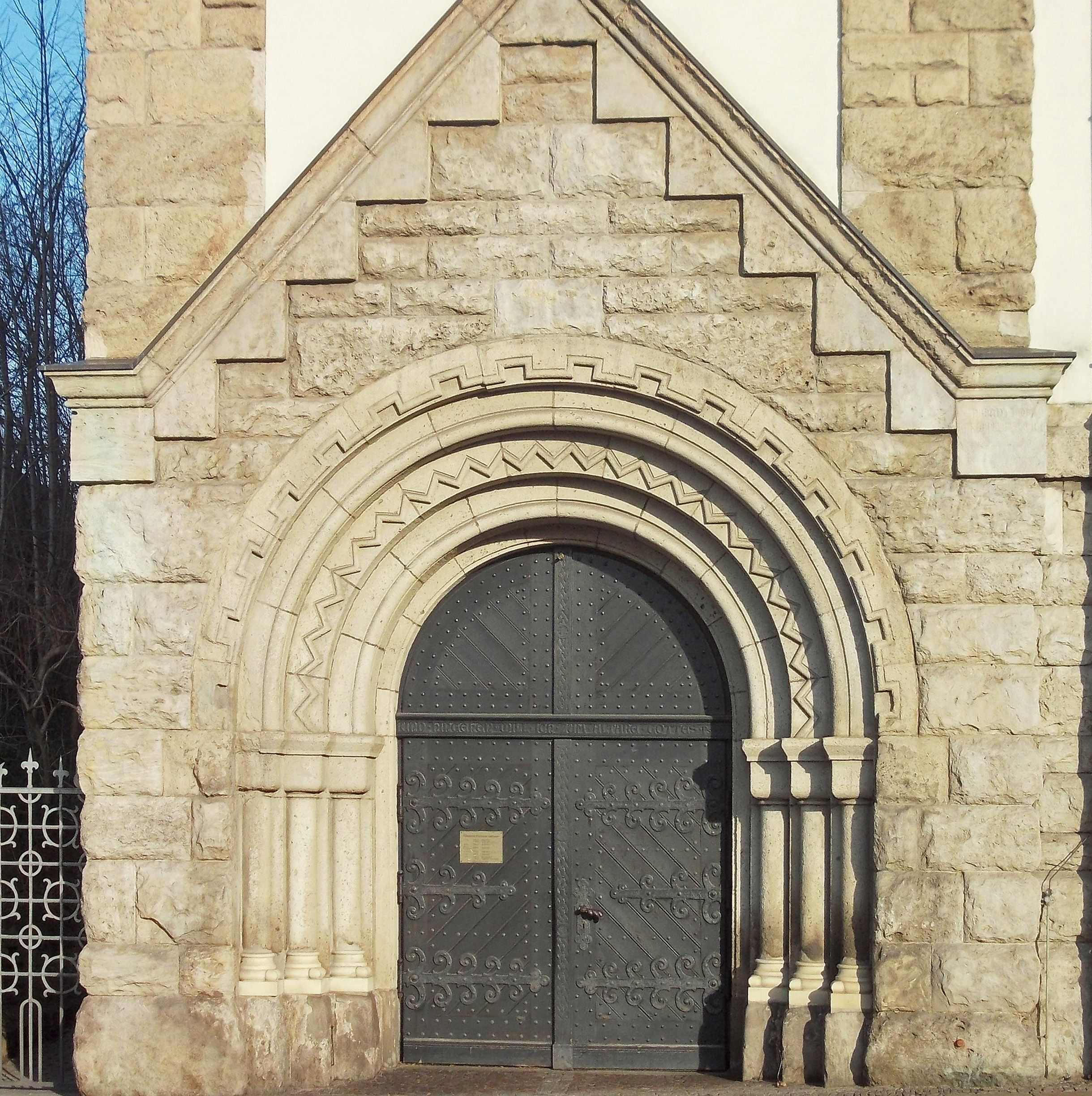
Rundbogenportal

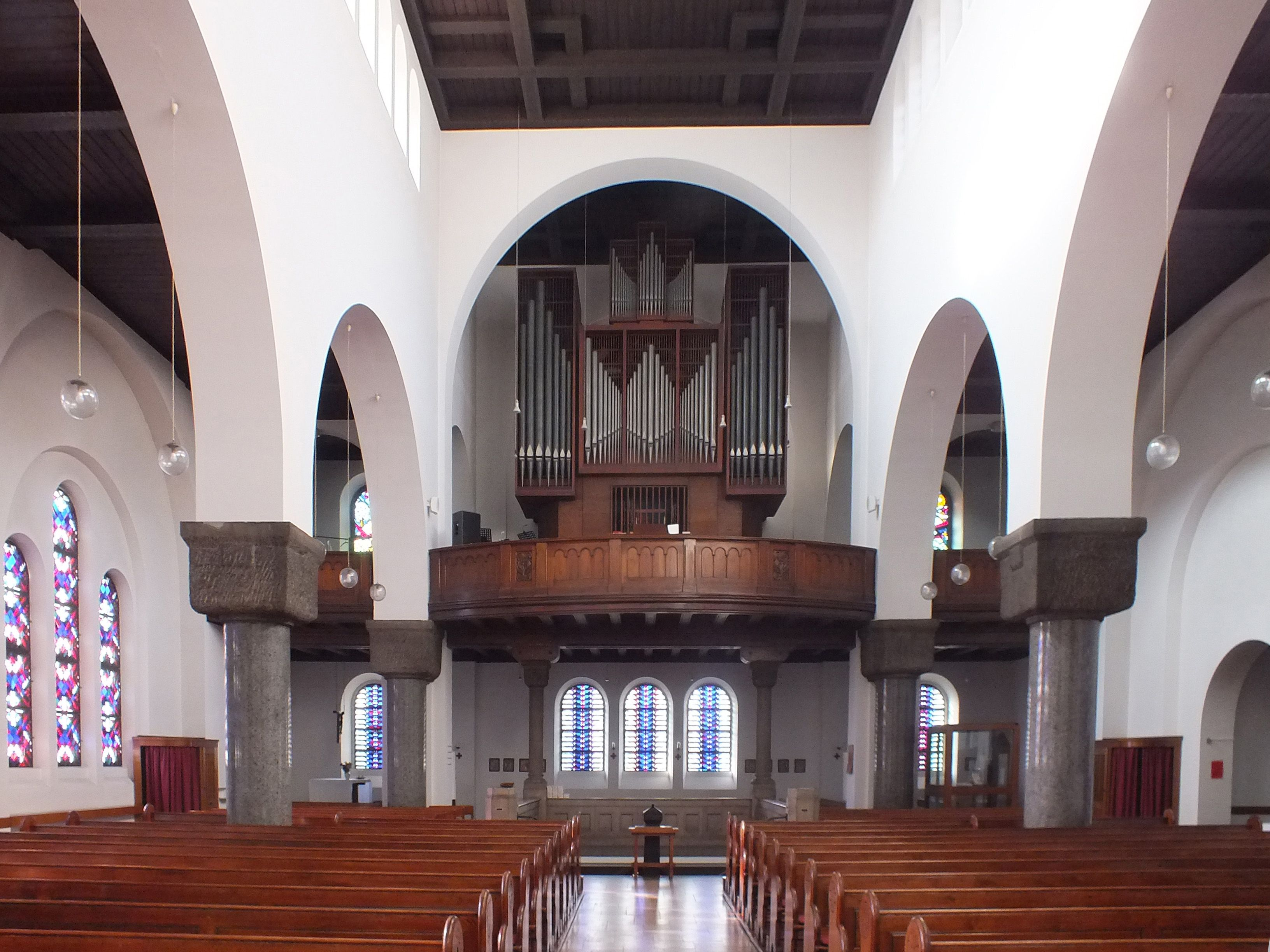
Blick zur Orgel

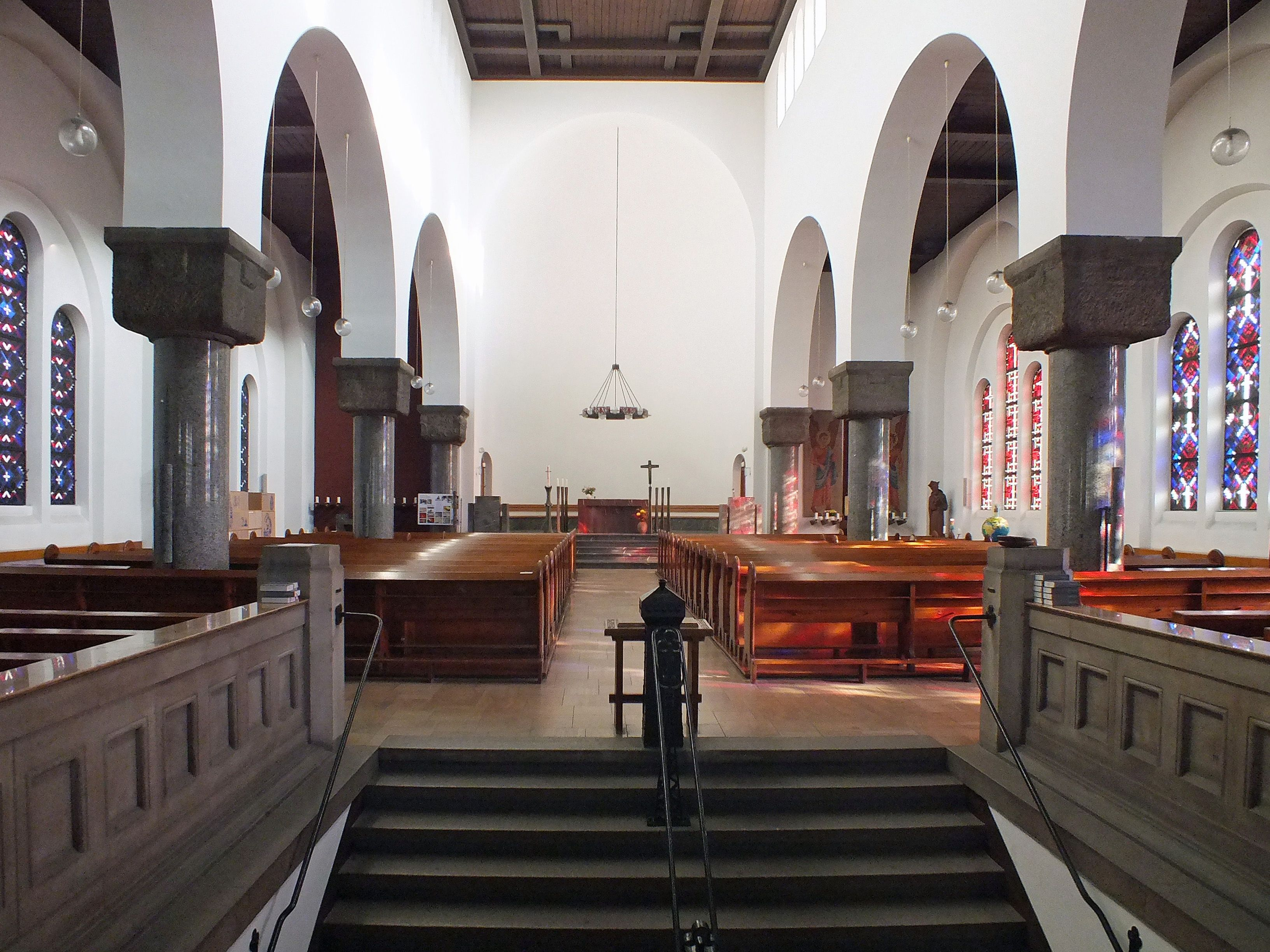
Treppe und Kirchenschiff

Die dreischiffige Kirche ist etwa 41 m lang und 24 m breit. Es ist ein verputzter Ziegelbau mit einem kalksteinverblendeten Sockelgeschoss, an den sich nach Osten das Pfarrhaus anschließt. Die Kirche besitzt zwei niedrige quadratische Türme am Westwerk und einen Hauptturm am südöstlichen Kirchenende. Die westlichen Türme sind 33,5 Meter hoch, der Hauptturm 45,5 Meter. Die Türme tragen Pyramidendächer über Dreiecksgiebeln.
Die Seitenschiffe erscheinen von außen als drei Seitenschiffkapellen mit je drei langen Rundbogenfenstern in einem größeren Rundbogen. Die Obergadenfenster sind zu je drei Fünfergruppen zusammengefasst. Einziger Schmuck des Westgiebels ist eine Fensterrose.
Am Südwestturm dient ein reich gegliedertes Rundbogenportal als Straßenzugang zur Kirche. Aus einer Vorhalle führt eine Treppe zum höher gelegenen Kirchenschiff. Sechs polierte Granitsäulen mit Kalksteinkapitellen tragen die Rundbögen, die die Seitenschiffe vom Hauptschiff trennen. Obwohl sich an der Ostseite das Pfarrhaus befindet, ist innen eine Rundapsis mit Rabitzkuppel ausgebildet.
Der obere Abschluss von Haupt- und Seitenschiffen sind flache, dezent verzierte Holzdecken. Die Westseite nimmt die Orgelempore ein, die von zwei weiteren Granitsäulen getragen wird und unter der eine Werktagskapelle eingerichtet ist.
Mit dem neutralen Weißanstrich des Raumes kontrastieren die verschiedenfarbigen Seitenfenster der Kirche.

## Ausstattung

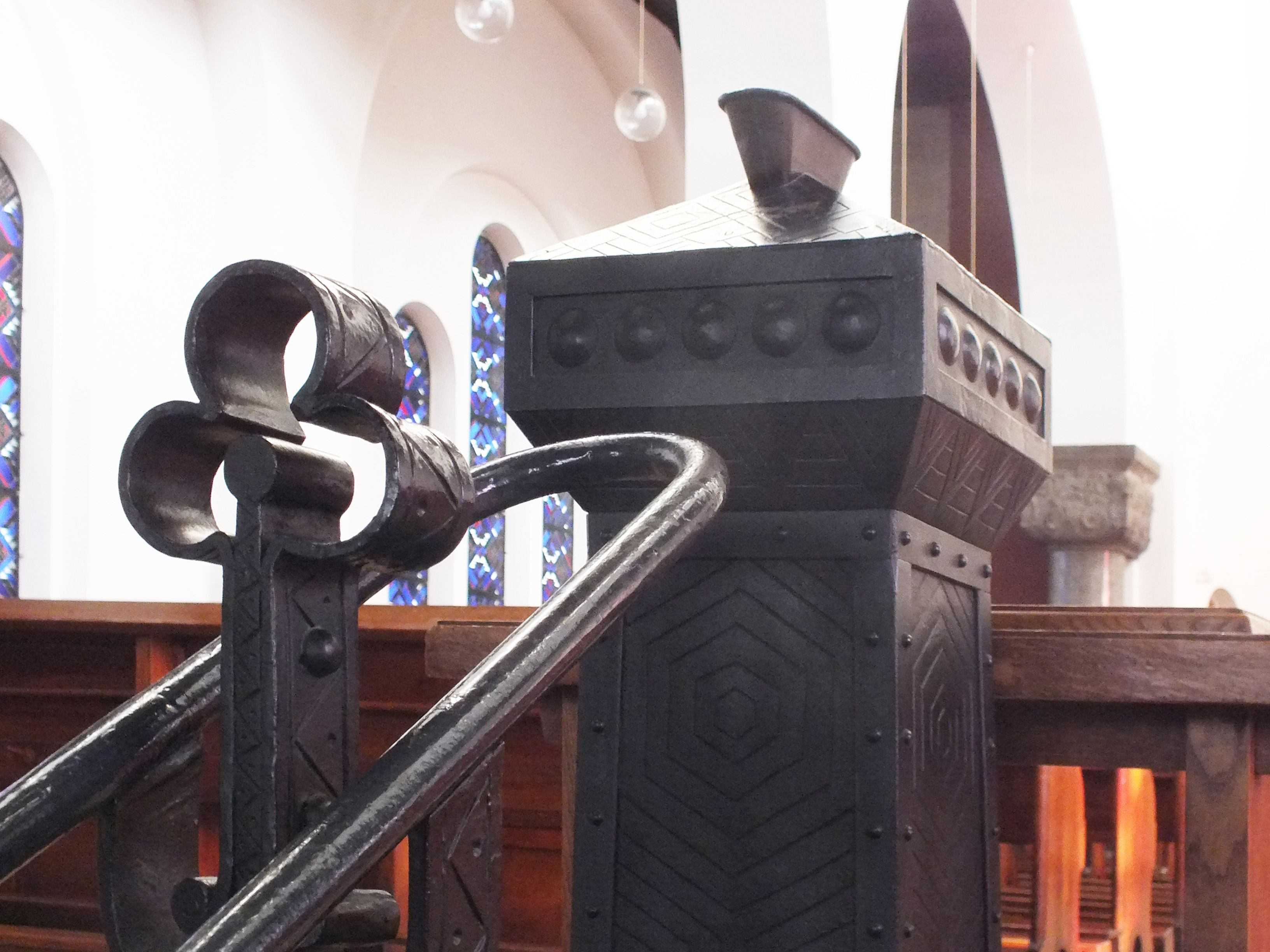
Opferstock am Treppenende

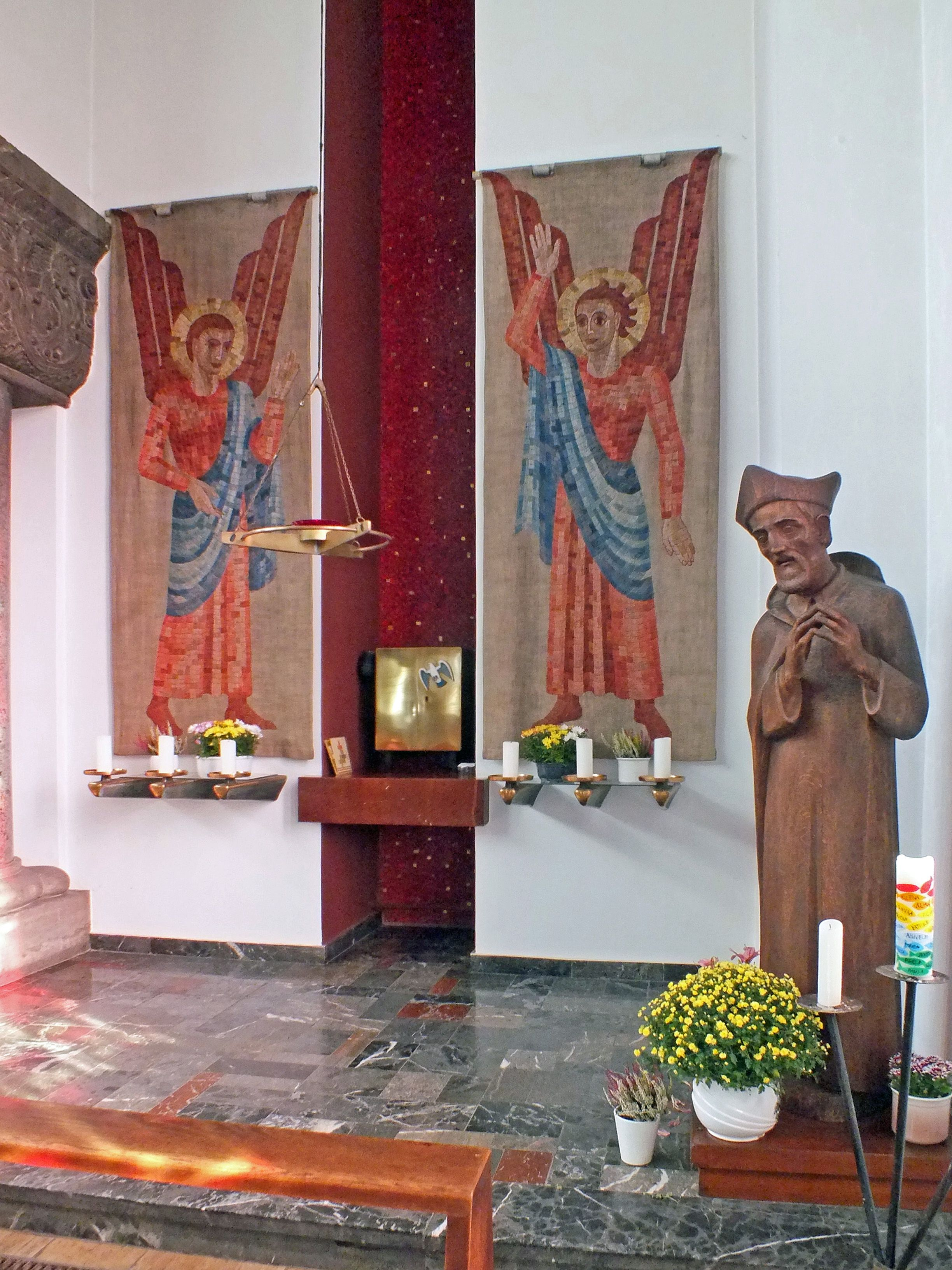
Sakramentsaltar

Der Hauptaltar ist ein Block aus rotbraunem Marmor, flankiert von sechs Kerzenständern. Kruzifix und Osterkerze vervollständigen das Ensemble. An den Seiten stehen zwei Ambos aus grauem Marmor. An der Rückwand der Apsis verläuft die Priesterbank. Einziger Schmuck der bildlosen Apsis ist eine siebenflammige emaillierte Lichterkrone von 1980 über dem Altar.
Im linken Seitenschiff befindet sich ein Marienaltar mit einem raumhohen Wandmosaik aus dem Jahr 1951. Das rechte Seitenschiff enthält den Sakramentsaltar. Aus einer mit rotem und goldenem Mosaik ausgekleideten Nische ragt die Tabernakelkonsole. Der Tabernakel von Ludwig Gies zeigt auf goldenem Grund eine Taube als Symbol des Heiligen Geistes. Rechts und links der Nische hängen zwei Wandteppiche mit Engelsdarstellungen. Rechts vom Altar steht eine lebensgroße Figur des Hl. Philipp Neri. 
In der vom nördlichen Seitenschiff abgehenden Taufkapelle befindet sich ein schlichter Taufstein. Der Altar in der Werktagskapelle ist ein Eichentisch mit einem darüber hängenden Kruzifix. In der Vorhalle steht eine Pietà von 1960. Am oberen Ende des Treppenaufgangs ist ein kunstvoller eiserner Opferstock platziert.
Die Schuke-Orgel von 1972 hat 37 Register auf drei Manualen und Pedal. 
Die Liebfrauenkirche besaß seit 1957 sieben Gussstahlglocken mit der Schlagtonfolge e′ – g′ –  a′ – h′ – d″ – e″ – g″, da die Bronzeglocken im Zweiten Weltkrieg als Metallspende für Rüstungszwecke abgegeben werden mussten. Dieses Geläute wurde im Jahr 2006 durch drei Kirchenglocken, wieder aus Bronze, von der Kunst- und Glockengießerei Lauchhammer ersetzt. Ihre Stimmung entspricht dem ersten Geläut von 1908 aus der Glockengießerei Schilling in Apolda, das zum großen Teil durch die erzwungene Metallspende zu Rüstungszwecken im Jahr 1917 verloren ging – die kleinst Glocke blieb verschont. Auch drei 1924 hinzu gegossene Glocken gingen, wieder mit Ausnahme der kleinsten, während des Zweiten Weltkriegs an die Rüstungsindustrie verloren.
| Glocke | Name             | Durchmesser | Gewicht | Schlagton | Inschrift                                                                              |
| ------ | ---------------- | ----------- | ------- | --------- | -------------------------------------------------------------------------------------- |
| 1      | Hl. Maria        | 1250 mm     | 1200 kg | e'        | HEILIGE MARIA, MUTTER JESU UND BESCHÜTZERIN DER KIRCHE – MIR GESCHEHE NACH DEINEM WORT |
| 2      | Hl. Philipp Neri | 1050 mm     | 0750 kg | g'        | HEILIGER PHILIPP NERI, APOSTEL DER FREUDE – JESUS SEI MIR JESUS                        |
| 3      | Hl. Elisabeth    | 1010 mm     | 0620 kg | a'        | HEILIGE ELISABETH, HELFERIN DER ARMEN – WO GÜTE UND LIEBE DA IST GOTT                  |